# Abuk Payiti Ayik
Abuk Payiti Ayik és una política sud-sudanesa. És membre de l'Assemblea Legislativa Nacional de Transició del país, representant del Moviment d'Alliberament Popular del Sudan i està al capdavant del Comitè de Gènere, Benestar Social, Joventut i Esports. Va participar en la promoció dels drets de les dones durant el procés de pau abans de la independència del Sudan del Sud.
Abans de la independència, Abuk Payiti va representar Malakal a l'Assemblea Legislativa del Sudan del Sud, una zona fronterera sudanesa que es disputava entre el nord i el sud. També va participar en el comitè de gènere de l'organisme. Va defensar les necessitats de les dones durant tot el procés de pau i durant la redacció de l'Acord de Pau Complet amb el govern del Sudan.
Payiti està afiliada al Moviment d'Alliberament Popular del Sudan i ha participat a la Comissió de Dones. Després de la independència, es va convertir en representant del comtat de Malakal a l'estat del Nil Superior a l'Assemblea Legislativa Nacional i va ser la presidenta del comitè de gènere, benestar social, joventut i esports. Com a defensora dels drets de les dones, Payiti també ha participat a l' Associació General de Dones del Sudan del Sud i a l'Apoderament de les dones sudaneses per a la pau, exercint de directora a la Taula de gènere d'aquesta última entitat. El Sudan Tribune la descriu com "una legisladora tranquil·la però conservadora".
Payiti està casada amb Peter Adwok Nyaba, polític que anteriorment havia exercit de ministre d'educació superior, ciència i tecnologia. Va ser arrestada el 2013 i retinguda al domicili, abans de fugir per exiliar-se a Nairobi. La seva filla Keni Peter Adwok Nyaba és diplomàtica del Sudan del Sud.